# Mario Pinto de Miranda
Mario Pinto de Miranda (Curitiba, 5 de julho de 1916 – 18 de julho de 1976) foi um médico brasileiro.
Graduado em medicina pela Faculdade Nacional de Medicina da Universidade do Brasil em 1941. Foi eleito membro da Academia Nacional de Medicina em 1965, sucedendo Roberto Segadas Vianna na Cadeira 13, que tem Benjamim Antonio da Rocha Faria como patrono.